# Šamaj
Šamaj (hebrejsky שמאי‎) byl zakladatel význačné a přísné farizejské školy, která byla v opozici ke škole Hilelově. Šamaj pocházel z majetné rodiny, ale údajně se živil jako zedník. V Talmudu je charakterizován jako přísný, náročný, napjatý, nervní, nedůvěřivý, podrážděný, vždy připravený se hádat nebo bouchat do stolu. Obzvlášť nepříjemně se údajně choval vůči kandidátům konverze. Přesto je autorem maximy: „Čiňte tak, abyste vždy každého přijali mile a v dobré náladě.“
Šamaj dával důraz na doslovný výklad Tóry a podporoval zastánce židovského ozbrojeného odporu vůči římským okupantům. Údajně 6000 jeho studentů odmítlo složit přísahu věrnosti Herodovi Velikému. Přesto za doby jeho vlády zastával funkci místopředsedy neboli nejvyššího soudce Velkého Sanhedrinu.
Talmud o disputacích Šamajovy a Hilelovy školy říká: „To i to jsou slova živého Boha.“ Některé židovské autority proto věří, že ačkoliv se dnes ortodoxní halacha z drtivé většiny přiklání k názorům Hilelovy školy, v mesiášské době budou platit přísnější názory školy Šamajovy.